# Дью, Джон Эчерли
Джон Эчерли Дью (англ. John Atcherley Dew; род. 5 мая 1948, Уаипава, Новая Зеландия) — новозеландский кардинал. Титулярный епископ ди Приваты и вспомогательный епископ Веллингтона с 1 апреля 1995 по 24 мая 2004. Коадъютор, с правом наследования, архиепархии Веллингтона с 24 мая 2004 по 21 марта 2005. Архиепископ Веллингтона с 21 марта 2005 по 5 мая 2023. Военный ординарий Новой Зеландии с 1 апреля 2005 по 27 мая 2023. Кардинал-священник с титулом церкви Сант-Ипполито с 14 февраля 2015.